# Navegació web anònima
La navegació web anònima fa referència a la utilització del World Wide Web amagant la informació personal que identifica un usuari des de les pàgines que ha visitat. La navegació web anònima es pot fer amb servidors intermediaris, xarxes privades virtuals i altres programes d'anonimat com Tor. Aquests programes funcionen enviant informació a través d'una sèrie de routers per ocultar l'origen i la destinació de la informació. No obstant això, mai no hi ha garantia d'anonimat amb aquests servidors. Aquests programes encara són susceptibles a l'anàlisi del trànsit. Els servidors intermediaris, que tenen un punt central de coneixement, també són susceptibles de recopilar dades per part de les autoritats. A més, es poden utilitzar galetes, connectors del navegador i altres informació per identificar de forma única un usuari, fins i tot si han amagat la seva adreça IP.

## Aconseguir l'anonimat
Quan un usuari obre una pàgina web, el seu o la seva adreça IP i la informació de l'ordinador (com l'empremta digital del dispositiu) esdevé visible al servidor de la pàgina web de destinació. Aquesta informació es pot utilitzar per fer seguiment de l'usuari. L'adreça IP de l'usuari es pot amagar amb un servidor intermediari o un servidor VPN, tot i que això no serveis si s'utilitza un navegador incorrecte. Aquests tipus de servidors funcionen enviant una sol·licitud al servidor de destinació per si mateix en lloc de fer-ho de part de l'usuari. Per exemple, si un usuari sol·licita visitar un enllaç d'una pàgina web, no enviarà la sol·licitud directament al servidor web, sinó al servidor intermediari, que després retransmetrà la sol·licitud al servidor d'internet adreçat. Això amaga l'adreça IP de l'usuari del servidor de destinació, ja que només es pot veure la informació del servidor intermediari.
D'altra banda, les empremtes digitals dels dispositius són relativament resistents a l'anonimització. Tot i que algunes dades poden estar ocultes o es poden falsejar, això pot fer que un usuari en particular sigui atípic i, per tant, menys anònim. Els serveis NoScript i Tor, però, semblen ser molt eficaços per cercar l'anonimat.
Els servidors web anònims generalment funcionen col·locant un proxy anònim entre un usuari i el lloc web al qual està visitant. Aquests servidors es poden utilitzar per evitar les restriccions i visitar llocs que es podrien bloquejar en un país, una oficina o una escola determinada. Algunes persones només aprofiten aquests servidors per protegir la seva identitat personal en línia.
Tanmateix, per senzillament amagant la vostra IP no et fa anònima dins internet. Hi ha galetes va emmagatzemar dins navegadors de web i amb smartphones, les ubicacions poden ser seguides utilitzant GPS. Per aconseguir anonimat complet, necessites utilitzar navegadors que no permet tals activitats o com a mínim advertir-te quan les pàgines web estan intentant utilitzar tals característiques. Tor El navegador és un de l'eina millor disponible.
La navegació web anònima és útil per als usuaris d'Internet que volen assegurar-se que les seves sessions no es puguin controlar. Per exemple, s'utilitza per esquivar el seguiment del trànsit a organitzacions que vulguin descobrir o controlar quins empleats visiten determinats llocs web.
Si els funcionaris de la llei sospiten d'una activitat il·legal, poden sol·licitar registres del proveïdor d'Internet de l'usuari. Els proveïdors d'Internet que posen l'èmfasi en la protecció de dades personals normalment només emmagatzemen els seus fitxers de registre durant uns quants dies, fins que s'esborren i es sobreescriuen per rotació.

## Limitacions dels servidors intermediaris
Els servidors intermediaris tenen un nombre de limitacions. Bàsicament, les pàgines web de vegades es carreguen a un ritme més lent perquè la informació de l'usuari s'ha de redirigir. A més, si el servidor està intentant evitar el programari sospitós, és possible que alguns elements d'una pàgina no es carreguin. Atès que la informació personal, com ara els números de targeta de crèdit i les contrasenyes, ha estat transmesa per un servidor extern al qual qualsevol persona pot accedir, els servidors intermediaris són més perillosos que navegar per la web sense un servidor intermediari, sempre que no sigui un canal xifrat (HTTPS).
Els complements del navegador, com el connector de màquina virtual Java i el reproductor d'Adobe, es poden utilitzar per revelar l'adreça IP dels internautes, encara que naveguin a través d'un servidor web anònim.

## Galetes
Les galetes són cadenes de text que es guarden en un ordinador quan un usuari navega per diferents pàgines web. Les galetes permeten emmagatzemar petits bits d'informació, com ara contrasenyes i llistes de compres. També s'utilitzen per fer el seguiment dels hàbits demogràfics i de navegació. Aquesta informació s'envia a l'ordinador de l'usuari i després es carrega a bases de dades web sense l'aprovació de l'usuari. Les galetes representen una altra via (a més de la transmissió de l'adreça IP) per vulnerar l'anonimat de l'usuari.